# Fight Night Round 2
Fight Night Round 2 è un videogioco sportivo che simula combattimenti di pugilato, seguito del videogioco Fight Night 2004. Il gioco è sviluppato e pubblicato da Electronic Arts nel 2005 per PlayStation 2, Xbox 360 e Nintendo GameCube. È l'unico capitolo della serie ad essere stato sviluppato per la GameCube. La copertina del gioco raffigura Bernard Hopkins.
Per il commento degli incontri è presente Joe Tessitore.